# István Herczeg
István Herczeg (født 7. december 1887 i Apátfalva, død 3. juli 1949 i Szatymaz) var en ungarsk gymnast, som deltog i OL 1912 i Stockholm.

## Gymnastikkarriere
Herczeg stillede op for klubben Szegedi Torna Egylet og vandt som 18-årig det ungarske mesterskab i gymnastik. Han blev dog ikke udvalgt til at deltage i OL 1908 i London, men var en del af det ungarske hold, der deltog ved OL 1912 i mangekamp i en europæisk udgave (der blev også konkurreret i en "svensk" udgave ved legene), hvor der deltog fem nationer med mellem 16 og 40 deltagere hver. Italien var overlegne i konkurrencen og vandt med 53,15 point, mens Ungarn med Herczeg blev toere med 45,45 point og Storbritannien treere med 36,90 point.

## Øvrige karriere
Da han blev fravalgt til OL 1908, begyndte han at arbejde som journalist og fik nogle af sine artikler optaget i den lokale avis. Under OL 1912 skrev han en detaljeret bog om legene, en af de første rapporter overhovedet om de olympiske lege, og som sådan var den et vigtigt historisk dokument i den olympiske historie. Ud over denne bog fik han også udgivet en digtsamling.
Under første verdenskrig kæmpede han ved den nordlige front i Rusland. Efter krigen og efter at have indstillet sin aktive gymnastikkarriere fortsatte han med at arbejde som journalist og blev en ivrig hobbyhavebruger.